# Profondeur maximum d'utilisation
La profondeur maximum d'utilisation ou PMU (en anglais : Maximum operating depth ou MOD - l'expression MOD est couramment utilisé par les plongeurs francophones et les ordinateurs de plongée) d'un gaz respirable est, dans les activités de plongée sous-marine telles que la plongée à saturation, la plongée technique et la plongée nitrox, la profondeur sous laquelle la pression partielle d'oxygène (PpO2) du mélange de gaz dépasse une limite de sécurité.
Cette limite de sécurité est quelque peu arbitraire et varie selon l'organisme de formation du plongeur ou le code de pratique, le niveau d'effort sous-marin prévu et la durée prévue de la plongée, mais est normalement compris entre 1,2 et 1,6 bar.
Le MOD est important lors de la planification des plongées utilisant des gaz comme l'héliox, nitrox et trimix parce que la proportion d'oxygène dans le mélange détermine une profondeur maximale sûre pour respirer ce gaz. Il existe un risque de toxicité aiguë en oxygène si le MOD est dépassé.

## Limite sûre de pression partielle d'oxygène
La toxicité aiguë de l'oxygène (Hyperoxie) est une réponse variable en fonction du temps de l'exposition à la pression partielle à l'historique du plongeur et est à la fois complexe et mal comprise car une pression partielle (Pp) d'oxygène supérieure à 1,6 bar peut être mortelle (effet Paul Bert). Par ailleurs, en France, la réglementation limite la pression partielle d'oxygène à un maximum de 1,6 bar.
Les limites d'exposition maximale recommandées dans le Manuel de plongée NOAA sont de 45 minutes à 1,6 bar, 120 minutes à 1,5 bar, 150 minutes à 1,4 bar, 180 minutes à 1,3 bar et 210 minutes à 1,2 bar.

## Formule
Pour calculer le MOD pour une PpO2 spécifique et un pourcentage d'oxygène, on utilise la formule suivante :
{\displaystyle MOD(msw)=10\mathrm {~m/bar} \times \left[\left({PpO_{2}\mathrm {~bar}  \over FO_{2}}\right)-1\right]}
Dans laquelle PpO2 est la pression partielle maximale choisie en oxygène en bar et FO2 est la fraction d'oxygène dans le mélange. Par exemple, si un gaz contient 36 % d'oxygène et que le maximum PpO2 choisi est de 1,4 bar, le MOD (msw)  est de 10 m/bar x [(1,4 bar/0,36) - 1] = 28,9 m.

Notons que la formule divise simplement la pression partielle absolue de l'oxygène qui peut être tolérée (exprimée en atmosphères) par la fraction d'oxygène dans le nitrox, pour calculer la pression absolue à laquelle le mélange peut être respiré. (Par exemple, 50 % de nitrox peut être respiré à deux fois la pression de 100 % d'oxygène, donc diviser par 0,5). De cette pression totale qui peut être tolérée par le plongeur, 1 atmosphère est due à la pression de surface de l'air de la Terre, et le reste est dû à la profondeur dans l'eau. Ainsi, l'atmosphère contribuée par l'air est soustraite pour donner la pression due à la profondeur de l'eau. La pression produite par la profondeur dans l'eau, est convertie en pression en mètres d'eau de mer (msw) en multipliant par le facteur de conversion approprié.

## Table MOD
Le tableau ci-dessous montre des MOD pour une sélection de mélanges d'oxygène. La concentration approximative d'oxygène dans l'air est de 21 %.
| MOD (msw)          | MOD (msw) | % oxygène | % oxygène | % oxygène | % oxygène | % oxygène | % oxygène | % oxygène | % oxygène | % oxygène | % oxygène | % oxygène | % oxygène | % oxygène | % oxygène | % oxygène | % oxygène | % oxygène | % oxygène | % oxygène | % oxygène | % oxygène | % oxygène | % oxygène | % oxygène | % oxygène |
| MOD (msw)          | MOD (msw) | 3         | 6         | 9         | 12        | 15        | 18        | 21        | 24        | 27        | 30        | 33        | 36        | 39        | 42        | 45        | 50        | 55        | 60        | 65        | 70        | 75        | 80        | 85        | 90        | 100       |
| Maximum PpO2 (bar) | 1.6       | 523.3     | 256.7     | 167.8     | 123.3     | 96.7      | 78.9      | 66.2      | 56.7      | 49.3      | 43.3      | 38.5      | 34.4      | 31.0      | 28.1      | 25.6      | 22.0      | 19.1      | 16.7      | 14.6      | 12.9      | 11.3      | 10.0      | 8.8       | 7.8       | 6.0       |
| Maximum PpO2 (bar) | 1.5       | 490.0     | 240.0     | 156.7     | 115.0     | 90.0      | 73.3      | 61.4      | 52.5      | 45.6      | 40.0      | 35.5      | 31.7      | 28.5      | 25.7      | 23.3      | 20.0      | 17.3      | 15.0      | 13.1      | 11.4      | 10.0      | 8.8       | 7.6       | 6.7       | 5.0       |
| Maximum PpO2 (bar) | 1.4       | 456.7     | 223.3     | 145.6     | 106.7     | 83.3      | 67.8      | 56.7      | 48.3      | 41.9      | 36.7      | 32.4      | 28.9      | 25.9      | 23.3      | 21.1      | 18.0      | 15.5      | 13.3      | 11.5      | 10.0      | 8.7       | 7.5       | 6.5       | 5.6       | 4.0       |
| Maximum PpO2 (bar) | 1.3       | 423.3     | 206.7     | 134.4     | 98.3      | 76.7      | 62.2      | 51.9      | 44.2      | 38.1      | 33.3      | 29.4      | 26.1      | 23.3      | 21.0      | 18.9      | 16.0      | 13.6      | 11.7      | 10.0      | 8.6       | 7.3       | 6.3       | 5.3       | 4.4       | 3.0       |
| Maximum PpO2 (bar) | 1.2       | 390.0     | 190.0     | 123.3     | 90.0      | 70.0      | 56.7      | 47.1      | 40.0      | 34.4      | 30.0      | 26.4      | 23.3      | 20.8      | 18.6      | 16.7      | 14.0      | 11.8      | 10.0      | 8.5       | 7.1       | 6.0       | 5.0       | 4.1       | 3.3       | 2.0       |
| ------------------ | --------- | --------- | --------- | --------- | --------- | --------- | --------- | --------- | --------- | --------- | --------- | --------- | --------- | --------- | --------- | --------- | --------- | --------- | --------- | --------- | --------- | --------- | --------- | --------- | --------- | --------- |